# Újegyházi erődtemplom
Az újegyházi erődtemplom műemlékké nyilvánított épület Romániában, Szeben megyében. A romániai műemlékek jegyzékében az SB-II-a-B-12480 sorszámon szerepel.